# 第二次漢字簡化方案

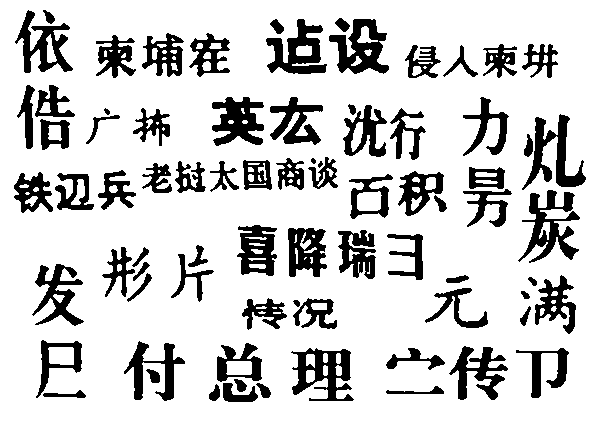
二簡字の例

第二次漢字簡化方案（だいにじかんじかんかほうあん）は、中華人民共和国の中国文字改革委員会が簡体字の採用を交付した漢字簡化方案（1956年）に続き、1977年12月20日に発表した漢字の改革案である。方案発表後に施行する「第一表（248字）」と、民間の議論によって使用の当否を決める「第二表（605字）」の二つからなる。同表にある漢字は、しばしば「二簡字」と略称される。しかし、使用上の混乱が生じたため正式に採用されることはなく、最終的に国務院により1986年に公式に廃止された。

## 概要
第二次漢字簡化方案には1977年の初期案と1981年の修正案の二種類がある。一般的には1977年の案がよく知られており、「二簡字」というとこの案で提案された簡体字を指すことが多い。逆に1981年の修正案は現在ではあまり知られていない。
文字改革委員会は、1960年に各省・市・自治区と解放軍部隊が推薦した、大衆の間で使われている俗字についての資料・1956年からの約20年の間に大衆が手紙で送ってきた略字に関する資料・1972年に各省・市・自治区から提供された資料の3つに基づいて作成したと説明している。

### 1977年案
1977年12月20日に発表された、最初の案「第二次漢字簡化方案（草案）」である。
この第二次漢字簡化方案（草案）は簡体字の使用状況によって二表にわかれている。
第一表は、既に多くの人によって使用されている俗字が収録されている。
第一表はさらに2つにわかれており、(1)には簡化偏旁として使えない簡体字が172字、(2)には簡化偏旁として使える簡体字が21字とそこから類推してできた簡体字が55字収録されている。
よって第一表には計248字の簡体字が収録されている。なお、一部の文献では(2)のうち、類推してできた55字を(3)として掲載しているものもある。
第二表は、全国的ではないが一部の地域および業種で使われている俗字が多く収録され、この他に数種類の略法があるものから一つを選んだ字が少数、文字改革委員会が独自に作った字18字が収録されている。
第二表は略法等によって8つにわかれており、(1)同音代替字72字、(2)形声字115字、(3)特徴字32字、(4)輪廓字23字、(5)草書楷化字16字、(6)会意字6字、(7)符号字5字、(8-1)単独で使える簡化偏旁用簡体字24字、(8-2)単独で使えない簡化偏旁用簡体字16字が収録されている。
(8-1)の字はすべて(1)-(7)と重複しており、(8-2)は単独では使用できないので第二表には計269字の簡体字が収録されている。なお第一表と違い(8)から類推してできる簡体字336字は簡化前の字しか掲載されていないが、これを含むと605字となる。
すべてを合わせると、類推簡化391字を除いて、590字の原字が462字の簡体字に簡化されている。この簡体字には既に存在していた字に統合するものが多くあり、適用すると263字が削減されることとなる。

### 1981年案
1977年案の第一表に収録されている字は発表と同時に各新聞などで実際に使用され、合理的かどうか意見を聴取した。その結果、半年で十分な量の意見が寄せられ、1978年の終わりにはほぼ試験使用をとりやめた。これを受けて、1980年6月に結成された修正委員会で1980年7月から1981年6月まで9回会議を重ね、1981年8月に作成されたのが「第二次漢字簡化方案（修訂草案）」である。
この第二次漢字簡化方案（修訂草案）は1977年案の第一表が基本となっている。
1977年案の第一表同様2つに分かれており、(1)には簡化偏旁として使えない簡体字が91字、(2)には簡化偏旁として使える簡体字が20字収録されている。よって類推簡化字を除いて、111字が収録されている。
1977年案と比べると、略字79字が保留され、28字（矗、巅/癫、蠹、赣、罐、疆、缰、襟、镰、嘹、潦、没、膻、滕/藤、嚏、鑫、翼、赢、粤、鬼、冀、解、具、蒙、鼠、舀、真、直の略字）の略字の形が修正、4字（覆、僵、纂、夷の略字）が追加された。
この草案は10万部印刷配布され、1981年11月から2か月間意見が聴取された。この結果、81,888部が回収され、賛成者が8万人以上の簡体字は17字、賛成者が8万-7万人あったのが87字、賛成者が7万-6万人だったのが7字であった。また、収録する簡体字をもっと増やすべきだという意見も多く寄せられた。
なお、後に「第二次漢字簡化方案（修訂草案）」は「増訂漢字簡化方案」と改名された。

## 流れ
1956年に《漢字簡化方案》が制定され多くの字が簡化されたが、それ以降も「文字改革」コラムなどにおいて、「画数の多い常用字がまだ残っている」「多くの人が使っていたのに採用されなかった簡体字がある」といった理由からさらに漢字を簡化するべきだという意見やそれに関する議論が繰り返されていた。大衆の間では、第一次案に採用されなかった簡体字や第一次案の簡化法を応用して新しく作られた簡体字が多く用いられており、文字改革委員会は1960年以降これらの字を収集し続けていた。
- 1973年
  - 5月 - 周恩来が中央工作会議において「漢字簡化はまだ十分でなく、さらに発展させる必要がある。」と述べる。
- 1975年
  - 5月15日 - 文字改革委員会が国務院に「第二次漢字簡化方案（草案）」を提出し、審議を申請する。
  - 9月15日 - 国務院弁公室が周恩来の「第二次漢字簡化方案（草案）」及び文字改革工作に対する意見を伝達する。内容は「簡化が不十分である」というもの。
- 1977年
  - 5月20日 - 文字改革委員会が国務院に「關於〈第二次漢字簡化方案（草案）〉的請示報告」を提出する。
  - 10月31日 - 国務院が関係機関に、新聞などで「第二次漢字簡化方案（草案）」を発表し第一表の字を試用するよう指示する。
  - 11月25日 - 文字改革委員会が各自治体や国務院関連部門の代表らを招いて「第二次漢字簡化方案（草案）」に関する座談会を行う。
  - 12月1日 - 文字改革委員会が座談会の結果を発表し、各自治体に文字改革に関する臨時機関を設置することを提案する。
  - 12月20日 - 人民日報、光明日報（中国語版）、解放軍報（中国語版）など各新聞が発表し、社会の意見を求める。翌日から人民日報が試用を開始する。
- 1978年
  - 3月2日 - 教育部が「第二次漢字簡化方案（草案）」第一表の字を教科書でも試用するよう指示する。
  - 3月4日 - 胡愈之・王芸生・周有光らが、全国政治協商会議及び人民代表大会で「第二次漢字簡化方案（草案）」第一表の字を使用しないよう要求する。
  - 4月17日 - 教育部が教科書の試用指示を撤回する。
  - 7月 - 人民日報が「第二次漢字簡化方案（草案）」第一表の字の試用を停止する。9月には全ての新聞・雑誌等が試用を停止。
- 1980年
  - 5月16日 - 文字改革委員会第二回主任会議にて胡喬木が「第二次漢字簡化方案（草案）」について明確な結論を出すよう指示する。
  - 5月19日 - 文字改革委員会第三回主任会議にて「第二次漢字簡化方案（草案）」を修正することが提案される。
  - 6月27日 - 文字改革委員会第四回主任会議にて「第二次漢字簡化方案（草案）」修訂委員会が結成され、第二次漢字簡化方案の修正案を作成することが決定される。
- 1981年
  - 7月27日 - 文字改革委員会主任会議にて修正案「第二次漢字簡化方案（修訂草案）」が採択され、意見聴取を行うことを決定する。
  - 9月16日 - 文字改革委員会が全体委員会を招集し、「第二次漢字簡化方案（修訂草案）」が採択され、意見聴取の具体案が討論される。
  - 11月11日 - 人民日報が「第二次漢字簡化方案（修訂草案）」の意見聴取が既に行われていることを報じる。
- 1982年
  - 1月23日 - 胡喬木が文字改革委員会主任会議において漢字簡略化について15（12という説もあり）の原則を提案する。
  - 3月13日 - 文字改革委員会第八回主任会議で「第二次漢字簡化方案（修訂草案）」をさらに修正し問題を検討するようにとの決定がなされる。
  - 3月23日 - 文字改革委員会主任会議で「漢字簡化方案」の修正が決定され、「第二次漢字簡化方案」を「増訂漢字簡化方案」と改名することが決定される。
  - 9月25日 - 文字改革委員会主任会議で漢字簡化および漢字整理について討論される。
- 1983年
  - 6月1日 - 文字改革委員会拡大主任会議で「第二次漢字簡化方案（修訂稿）」を国務院へ上奏することを決定する。
- 1984年
  - 2月16日 - 文字改革委員会で「第二次漢字簡化方案（草案）」の公布を取り消し、「増訂漢字簡化方案」と改名して発表することが決定される。
  - 11月2日 - 文字改革委員会拡大主任会議で「増訂漢字簡化方案」について討論される。
- 1985年
  - 1月29日 - 文字改革委員会が胡喬木に「増訂漢字簡化方案」のうちの111字について人民代表大会と全国政治協商会議に報告することを提案し、翌日同意を得る。
  - 同年、文字改革委員会は「増訂漢字簡化方案（111字）」を人民代表大会、全国政治協商会議に報告し、意見を求める。
- 1986年
  - 2月25日 - 国家語言文字工作委員会が「関於廃止〈第二次漢字簡化方案（草案）〉和糾正社会用字混乱現象的請示」を国務院に提出、更に5月23日に再提出する。
  - 5月25日 - 国務院が「関於廃止〈第二次漢字簡化方案（草案）〉和糾正社会用字混乱現象的請示」に同意し、各地に転送するよう指示する。
  - 6月24日 - 「関於廃止〈第二次漢字簡化方案（草案）〉和糾正社会用字混乱現象的請示」が各地に転送され、二簡字の正式な廃止が発表される。
  - 10月10日 - 国家語言文字工作委員会が「簡化字総表」を一部修正して再度発表する。

## 簡化の方法
大幅な簡略化で混乱が起きたが、簡略化の方法自体は「第一次案」と大差はない。以下、主なものを示す。

### 形声による造字
音を表す部分を同音の部品に交換する。基本的に北京音によったため、中国語の方言や日本語などでは音が合わない例が少なくない。
また、この方法によって、「辺」は「道」の二簡字、「雫」は「霞」の二簡字となっている。

### 会意による造字
元の字（規範簡化字）の意味から、別の字（二簡字）を作る。

### 字形の仮借
同音の別の字を用いる。

### 省略
字形の混同がない場合に字の一部を削除する。

### 書き換え
大まかな形はそのままで部分的に変更する。

## 影響

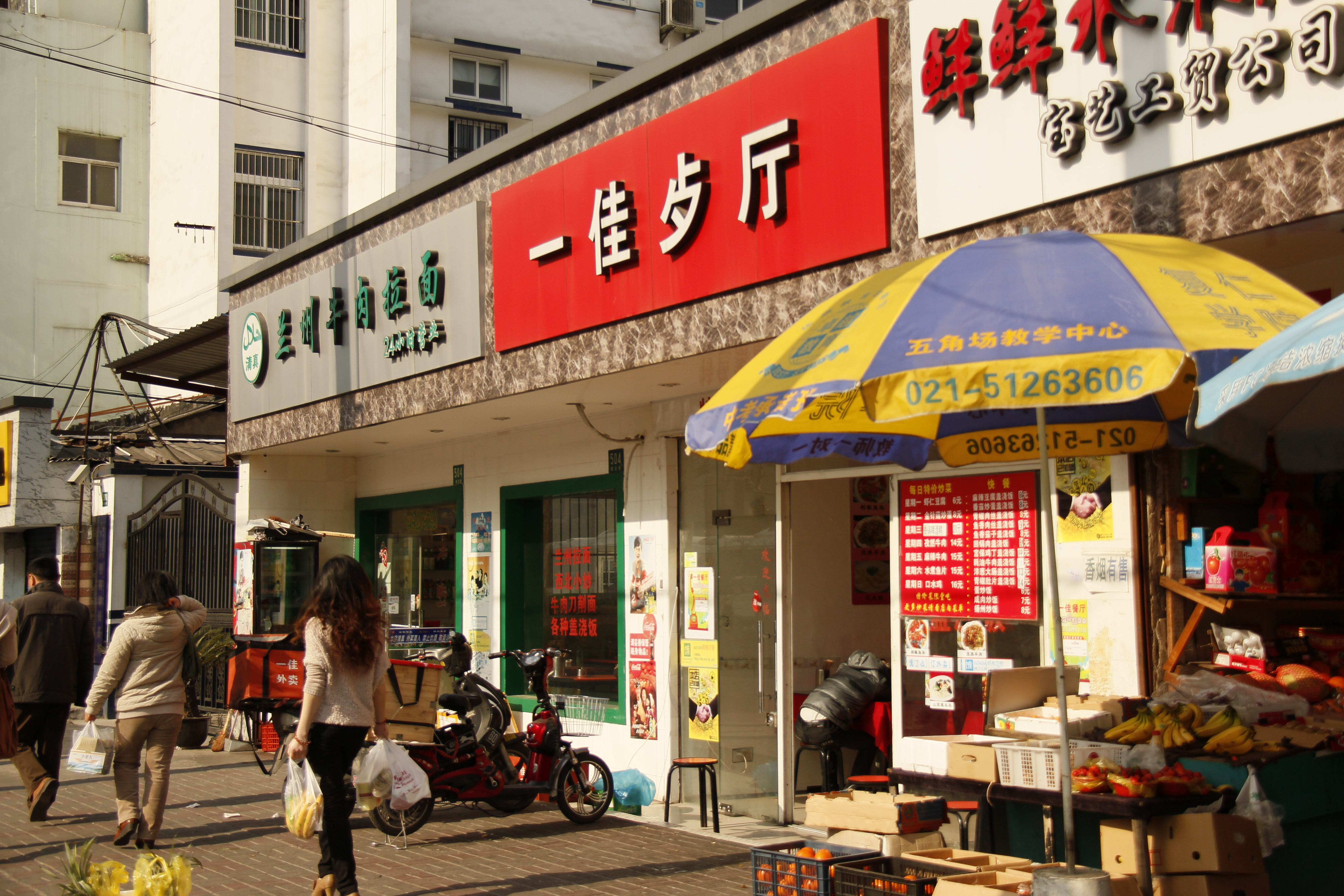
上海市楊浦区のレストラン。「歺」という二簡字が使われている。

中国の『人民日報』などのマスメディアが試用をしたことにより、正規の表記法のようにして、教育現場でも教えられた。日本においても、NHKの『中国語講座』で使用し、テキストも第二次漢字簡化方案第一表に従って作られた時期がある。中国では、教育の場にまで広く浸透した時期があり、画数が少ないものが多いため、21世紀になっても俗字（民間における略字）として使用されている例を見ることがある。しかし、現在の中国語の辞書では、一部の大型字書等を除いて収録されていないことが多く、目にしても調べるのが困難な場合がある。
一部の二簡字は、民間においては現在でも頻繁に使われている。特に「餐馆」（レストラン）を「歺馆」、「橘子」（ミカン）を「桔子」、「鸡蛋」（鶏卵）を「鸡旦」、「停车」（停車）を「仃车」と書くのは庶民の間で広く浸透している。
また、仮借による置き換え字は、戸籍など変更が煩雑である場合で戻らなかったものも多い。例えば「蕭」姓は「肖」姓に、「傅」姓は「付」姓に、「閻」姓は「閆」姓、「藍」姓は「蘭」姓、「詹」姓は「占」姓に置き換えられ、そのまま定着した。

## フォント
長らく二簡字はそのほとんどがUnicodeに収録されていなかったため、パソコンで印字するには『今昔文字鏡』（第一表のみ）や、「SongUni-PUA」や「BabelStone Han」など（私用領域に第二表も含めた二簡字が収録されている）のフォントを用いる必要があった。
2020年に公開されたUnicode 13.0で、CJK統合漢字拡張Gに多数の二簡字が収録された。

## 例文
下記の文は世界人権宣言の第1条を二簡字で記したものである。
比較のため、通常の簡体字および繁体字で同じ内容を記したものも併記する。
簡体字：人人生来自由，在尊严和权利上一律平等。他们有理性和良心，请以手足关系的精神相对待。
繁体字：人人生來自由，在尊嚴和權利上一律平等。他們有理性和良心，請以手足關係的精神相對待。